# جائزة جنوب إفريقيا الكبرى للدراجات النارية 2001
جائزة جنوب أفريقيا الكبرى للدراجات النارية 2001 هو سباق دراجات نارية أقيم بتاريخ 22 أبريل 2001. كان الجولة الثانية من أصل 16 في سباق الجائزة الكبرى للدراجات النارية موسم 2001. فاز الإيطالي فالنتينو روسي بفئة 500 سي سي بينما جاء الإيطالي لوريس كابيروسي في المركز الثاني وحصل على المركز الثالث الياباني توهرو أوكاوا.

## وصلات خارجية
- الموقع الرسمي